# 폴커 루트비히

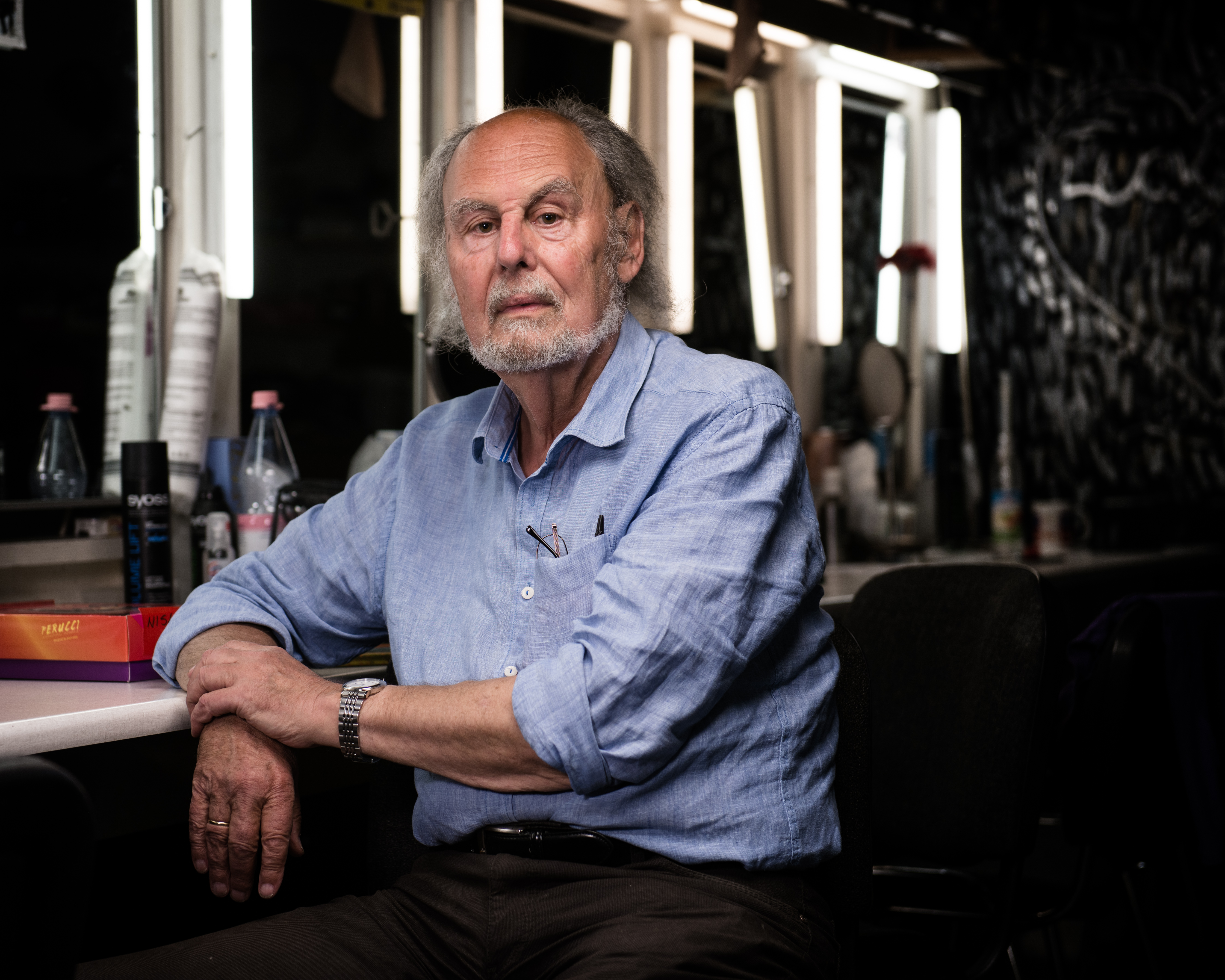

폴커 루트비히(Volker Ludwig, 1937년 6월 13일 ~ )는 독일의 극작가이자 연출가이다. 작가 에카르트 하흐펠트의 아들이다. 동생인 라이너 하흐펠트와 함께 첫 어린이연극 《슈토커로크와 밀리필리(Stokkerlok und Millipilli)》를 만들었고, 당시 어린이 극장이 없던 서독에서 현대 어린이극의 창시자가 되었다.

## 삶
1953년부터 서베를린에서 거주했다. 1957년부터 1960년까지 베를린과 뮌헨에서 독일학과 예술역사를 공부했다.
1969년 어린이 극장을 세웠고, 1972년 이 극장은 그리프스 극장이 되었다. 1986년에 초연한 지하철 1호선 (Linie 1)은 그리프스 극장의 가장 유명한 작품이다.